# میرسلاو والک
میرُسلاو والک (انگلیسی: Miroslav Válek; ۱۷ ژوئیهٔ ۱۹۲۷ – ۲۷ ژانویهٔ ۱۹۹۱) شاعر، سیاستمدار، روزنامه‌نگار اهل چکسلواکی بود. او همچنین وزیر فرهنگ دولت جمهوری سوسیالیستی اسلواکی در جمهوری سوسیالیستی چکسلواکی بود.